# Campeón de Campeones 1947-48
El Campeón de Campeones 1947-48 fue la VII edición del Campeón de Campeones que enfrentó al campeón de la Liga 1947-48: León y al campeón de la Copa México 1947-48: Veracruz.
El título se jugó a partido único realizado en el Estadio de la Ciudad de los Deportes de la Ciudad de México. Al final de éste, el León consiguió adjudicarse por primera vez en su historia este trofeo.

## Participantes
| León     |  |  |  | Campeón de la Primera División de México (1947-48) |
| Veracruz |  |  |  | Campeón de la Copa México (1947-48)                |

## El partido
| 5 de septiembre de 1948 | León       | 1:0 (0:0: 0:0) (1:0 t. s.) | Veracruz | Estadio de la Ciudad de los Deportes, Ciudad de México |  |
|                         | López 115' |                            |          |                                                        |  |

| Campeón de Campeones 1947-48 |
| ---------------------------- |
|                              |
| León                         |
| 1° Título                    |